# Кимбра
Ки́мбра (Kimbra, Kimbra Johnson; род. 27 марта 1990, Гамильтон, Новая Зеландия) — новозеландская певица, автор и гитаристка.
В 2011 году признана Лучшей певицей Австралии (ARIA Award for Best Female Artist). Также выиграла награду Новозеландских критиков (New Zealand Critics' Choice awards 2011).
В 2011 году Кимбра записала вместе с австралийским певцом Готье сингл «Somebody That I Used to Know», который занял первую строчку австралийского хит-парада и получил платиновый сертификат от Австралийской ассоциации звукозаписывающих компаний. В феврале 2012 года дуэт Кимбры с Готье занял первое место в британском хит-параде синглов (5 недель № 1), а 2 месяца спустя возглавил и Billboard Hot 100 и многие чарты мира, включая Австралию, Бельгию, Германию, Нидерланды, Новую Зеландию, Польшу (18 недель № 1) и др. В 2013 году на 55-й церемонии вручения наград Американской академии звукозаписи совместно с Готье была удостоена двух премий Грэмми в номинациях «Лучшая запись года» и «Лучшее поп-исполнение дуэтом/группой».

## Биография

### Ранние годы
Кимбра (Kimbra Lee Johnson) родилась 27 марта 1990 года в г. Гамильтон, Новая Зеландия).
Её отец, Кен Джонсон, был главным врачом в студенческом оздоровительном центре Университета Уаикато, где её мать работала медсестрой. В возрасте 10 лет Кимбра начала писать песни. Когда ей было 12, отец купил ей гитару и «после нескольких лет занятий она уже выступала со сцены вместе со своими учителями музыки (при этом она никогда не училась пению)». Затем Кимбра поступила в колледж Hillcrest High School, в 2004 году в возрасте 14 лет заняла второе место в ежегодном музыкальном конкурсе национальных школ Rockquest и сделала свой первый видеоклип («Smile») для детского телешоу What Now. Также Кимбра пела в джазовом хоре Scat своего колледжа Hillcrest High School.

### Начало карьеры
В 2007 году после победы на конкурсе Juice TV в категории Best Breakthrough music video за её второй сингл «Simply on My Lips», она привлекла внимание Марка Ричардсона (бывшего продюсера из Independiente Records, работавшего с такими звёздами как Jamiroquai, Паула Абдул), создавшего свой независимый лейбл Forum 5 в Мельбурне. Кимбра подписала с Ричардсоном контракт и в 2008 году переехала в Мельбурн (Австралия).

### 2010-11:Vows
В июне 2010 года Кимбра выпустила первый сингл, записанный на лейбле Forum 5, «Settle Down». Начатый ещё 4 года назад трек был закончен вместе с Франсуа Тетазом (будущим соавтором «Somebody That I Used to Know»). Режиссёром музыкального клипа стал Гай Франклин (Guy Franklin). Американский блогер Перес Хилтон на своём сайте откомментировал трек такими словами: «Если вам нравится Нина Симон, Florence & The Machine и/или Бьорк, то мы думаем, что вы будете наслаждаться Кимброй — её музыка напоминает нам всех тех ожесточенных дам!». 10 декабря 2010 года австралийская инди-группа Miami Horror, играющая в стиле инди-электроники, выпустила свой сингл «I Look to You» с участием вокала Кимбры. Она также снялась в их видеоклипе.
В начале 2011 года песня Кимбры «Cameo Lover» стала финалистом в конкурсе поэтов-песенников Vanda & Young Songwriting Competition и в конечном итоге выиграла конкурс. В марте певица выпускает «Cameo Lover» как её следующий сингл, его музыкальное видео было выпущено в апреле и срежиссировано Франклиным. 13 апреля Кимбра участвовала в фестивалях Moomba и ChillOut в Сиднее на площадке Oxford Arts Factory. 15 июля 2011 года «Cameo Lover» выиграл конкурс песен, опередив будущий мировой суперхит «Somebody That I Used to Know», написанный австралийским музыкантом Готье. 7 июня Кимбра подписала контракт с новозеландским филиалом корпорации Warner Bros. Records для распространения её песен в Новой Зеландии и Австралии, а также во всем мире. 5 июля Кимбра спела свою партию в песне Готье «Somebody That I Used to Know», смикшированный Франсуа Тетазом. Тетаз в итоге рекомендовал им сотрудничество в дальнейшей совместной записи.
29 августа 2011 года, дебютный альбом Кимбры Vows, был выпущен в Новой Зеландии и 2 сентября в Австралии. В первую неделю релиза он дебютировал на № 3 в Новой Зеландии, № 5 в Австралии и № 14 в США. В свою вторую неделю он поднялся до № 4 в ARIA Albums Chart. В записи треков Кимбры «Call Me» и других с диска Vows участвовал австралийский продюсер M-Phazes. Оформление диска, в том числе боди-арт и иллюстрации были созданы Риз Митчеллом (Rhys Mitchell) и Рафаэлем Риццо (Raphael Rizzo). Она выиграла Приз критиков (Critics' Choice Prize) на церемонии 2011 New Zealand Music Awards и победила в категориях Лучшая певица и Лучшая песня (за песню «Cameo Lover») на церемонии Арии Music Awards 2011 года ARIA Music Awards of 2011.
Американский релиз Vows сопровождался новыми треками, не доступными на австралийской или новозеландской версиях альбома. Для продвижения альбома, Кимбра выступала на различных концертных площадках, например, в Forum Theatre, в Мельбурне 9 сентября 2011 года в Astor Theatre, в Перте 17 сентября 2011 года, в Ботаническому саду Аделаиды в Брисбене на 1 октября 2011 года, в Аделаида (Австралия) 3 октября 2011 года, на музыкальном фестивале Queenscliff Music Festival (Квинсклифф, Виктория) и на площади Wellington Square в Перте 25 ноября 2011 года, на фестивале Homebake в Королевском ботаническом саду (The Domain, Sydney). 3 декабря 2011 года, и на фестивале Falls Festival (Лорн, Австралия) 30 декабря 2011 года.
Песня «Come into My Head» появилась в футбольном симуляторе «FIFA 13»

## Дискография
- Vows (2011)
- The Golden Echo (2014)
- Primal Heart (2018)
- A Reckoning (2023)

## Награды и номинации

### Grammy Awards
В 2012 году Кимбра вместе с исполнителем Готье за песню «Somebody That I Used To Know» были номинированы на 2 Грэмми: в номинациях «Лучшая запись» и «Лучшее поп-исполнение дуэтом».
| Год  | Номинируемая работа                                     | Категория                            | Результат |
| ---- | ------------------------------------------------------- | ------------------------------------ | --------- |
| 2013 | «Somebody That I Used to Know» — Gotye featuring Kimbra | Лучшая запись года                   | Победа    |
| 2013 | «Somebody That I Used to Know» — Gotye featuring Kimbra | Лучшее поп-исполнение дуэтом/группой | Победа    |

### APRA Awards
Музыкальная премия APRA Awards вручается ежегодно с 1982 года австралийской ассоциацией Australasian Performing Right Association (APRA) лучшим композиторам и сочинителям песен.
| Год  | Номинируемая работа                                                                                 | Категория                           | Результат |
| ---- | --------------------------------------------------------------------------------------------------- | ----------------------------------- | --------- |
| 2012 | Kimbra (Kimbra Johnson)                                                                             | Breakthrough Songwriter of the Year | Номинация |
| 2012 | «Somebody That I Used to Know» — Gotye при участии Kimbra (Wally de Backer (aka Gotye), Luiz Bonfá) | Most Played Australian Work         | Победа    |
| 2012 | «Somebody That I Used to Know» — Gotye при участии Kimbra (Wally de Backer (aka Gotye), Luiz Bonfá) | Song of the Year                    | Победа    |
| 2012 | «Cameo Lover» — Kimbra (Kimbra Johnson)                                                             | Song of the Year                    | Номинация |

### ARIA Awards
Награда ARIA Music Awards вручается ежегодно с 1987 австралийской ассоциацией Australian Recording Industry Association (ARIA). У Кимбры было 6 номинаций и 4 награды.
| Год  | Номинируемая работа                                       | Категория              | Результат |
| ---- | --------------------------------------------------------- | ---------------------- | --------- |
| 2011 | «Somebody That I Used to Know» — Gotye при участии Kimbra | Single of the Year     | Победа    |
| 2011 | «Somebody That I Used to Know» — Gotye при участии Kimbra | Highest Selling Single | Номинация |
| 2011 | «Somebody That I Used to Know» — Gotye при участии Kimbra | Best Pop Release       | Победа    |
| 2011 | «Cameo Lover» — Kimbra                                    | Best Female Artist     | Победа    |
| 2011 | «Cameo Lover» — Kimbra — Guy Franklin                     | Best Video             | Номинация |
| 2012 | «Vows» — Kimbra                                           | Best Female Artist     | Победа    |

### Другие награды
| Год  | Награда                               | Категория                                | Результат |
| ---- | ------------------------------------- | ---------------------------------------- | --------- |
| 2007 | Juice TV                              | Breakthrough Video («Simply On My Lips») | Победа    |
| 2011 | New Zealand Music Awards              | Critics' Choice Prize                    | Победа    |
| 2011 | International Songwriting Competition | Grand Prize                              | Победа    |
| 2011 | J Award                               | Album of the Year (Vows)                 | Номинация |
| 2012 | Rolling Stone Awards                  | One to Watch Award                       | Победа    |
| 2012 | New Zealand Music Awards              | Album of the Year (Vows)                 | Победа    |
| 2012 | New Zealand Music Awards              | Single of the Year («Warrior»)           | Номинация |
| 2012 | New Zealand Music Awards              | Breakthrough Artist of the Year (Vows)   | Победа    |
| 2012 | New Zealand Music Awards              | Best Female Solo Artist (Vows)           | Победа    |
| 2012 | New Zealand Music Awards              | Best Pop Album (Vows)                    | Победа    |
| 2012 | New Zealand Music Awards              | Peoples' Choice Award                    | Номинация |
| 2012 | New Zealand Music Awards              | International Achievement Award          | Победа    |

## Концертный состав
Нынешний
- Фаган Уилкокс — семплы/синтезатор/бас/вокал (2009 — настоящее время)
- Таймон Мартин — гитара/вокал (2009 — настоящее время)
- Стиви Маккин — ударные (2010 — настоящее время)
- Бен Дэви — клавишные/вокал (2010 — настоящее время)
- Энтони Лайделл — бас/семплы (2013 — настоящее время)

Бывшие участники
- Стэн Бикнелл — ударные (2009—2010)
- Джо Коуп (2009)

## Дискография

### Студийные альбомы
| Название                                                                                | Подробности релиза                                                                  | Высшая позиция в чартах | Высшая позиция в чартах | Высшая позиция в чартах | Высшая позиция в чартах | Высшая позиция в чартах | Высшая позиция в чартах | Высшая позиция в чартах | Сертификации                         |
| Название                                                                                | Подробности релиза                                                                  | NZ                      | AUS                     | BEL (FL)                | CAN                     | NLD                     | POL                     | US                      | Сертификации                         |
| --------------------------------------------------------------------------------------- | ----------------------------------------------------------------------------------- | ----------------------- | ----------------------- | ----------------------- | ----------------------- | ----------------------- | ----------------------- | ----------------------- | ------------------------------------ |
| Vows                                                                                    | - Выпущен: 29 August 2011 - Лейбл: Warner Bros. - Формат: CD, LP, digital download  | 3                       | 4                       | 135                     | 24                      | 95                      | 23                      | 14                      | - ARIA: Платиновый - RMNZ:Платиновый |
| The Golden Echo                                                                         | - Выпущен: 19 августа 2014 - Лейбл: Warner Bros. - Формат: CD, LP, digital download | 5                       | 5                       | —                       | —                       | —                       | —                       | 43                      |                                      |
| Primal Heart                                                                            | - Выпущен: 20 April 2018 - Лейбл: Warner Bros. - Формат: CD, LP, digital download   | 12                      | 31                      | —                       | —                       | —                       | —                       | 179                     |                                      |
| «—» означает, что релиз не попал в чарты или не был выпущен на определённой территории. |                                                                                     |                         |                         |                         |                         |                         |                         |                         |                                      |

### Сольные синглы
| Год  | Название                                     | Высшая позиция | Высшая позиция | Альбом              |
| Год  | Название                                     | AUS            | NZ             | Альбом              |
| ---- | -------------------------------------------- | -------------- | -------------- | ------------------- |
| 2005 | «Deep for You»                               | —              | —              | не альбомные синглы |
| 2007 | «Simply on My Lips»                          | —              | —              | не альбомные синглы |
| 2010 | «Settle Down»                                | —              | 37             | Vows                |
| 2011 | «Cameo Lover»                                | —              | —              | Vows                |
| 2011 | «Good Intent»                                | 98             | —              | Vows                |
| 2012 | «Warrior» (при участии Mark Foster и A-Trak) | —              | 22             |                     |
| 2012 | «Two Way Street»                             | —              | —              |                     |
| 2012 | «Come into My Head»                          | —              | —              |                     |
| 2014 | «90’s Music»                                 | —              | —              | The Golden Echo     |
| 2014 | «Miracle»                                    | —              | —              | The Golden Echo     |
| 2022 | «Save Me»                                    |                |                |                     |
| 2022 | «replay!»                                    |                |                |                     |

### Синглы, записанные при участии Кимбры
| Год  | Название                                                  | Высшая позиция | Высшая позиция | Высшая позиция | Высшая позиция | Высшая позиция | Высшая позиция | Высшая позиция | Высшая позиция | Высшая позиция | Высшая позиция | Сертификация                                                                                           | Альбом                     |
| Год  | Название                                                  | AUS            | AUT            | BEL (FLA)      | CAN            | GER            | IRE            | NZ             | SWI            | UK             | US             | Сертификация                                                                                           | Альбом                     |
| ---- | --------------------------------------------------------- | -------------- | -------------- | -------------- | -------------- | -------------- | -------------- | -------------- | -------------- | -------------- | -------------- | --- | -------------------------- |
| 2009 | «Asleep In The Sea» (As Tall As Lions при участии Кимбры) | —              | —              | —              | —              | —              | —              | —              | —              | —              | —              | | You Can’t Take It with You |
| 2010 | «I Look to You» (Miami Horror при участии Кимбры)         | —              | —              | —              | —              | —              | —              | —              | —              | —              | —              | | Illumination               |
| 2011 | «Somebody That I Used to Know» (Готье при участии Кимбры) | 1              | 1              | 1              | 1              | 1              | 1              | 1              | 2              | 1              | 1              | - AUS: 11× Платиновый - RIAA: 8× Платиновый - NZ: 4× Платиновый - BEL: 2× Платиновый - GER: Платиновый | Making Mirrors             |
| 2013 | «Made to Love» (Джон Ледженд при участии Кимбры)          | —              | —              | —              | —              | —              | —              | —              | —              | —              | —              | | Love In The Future         |
| 2021 | «Gone» (Son Lux при участии Кимбры)                       | —              | —              | —              | —              | —              | —              | —              | —              | —              | —              | |                            |